# Teófilo de Gótia
Teófilo (em grego clássico: Θεόφιλος, em latim: Theophilus, em russo:  Феофил; sé. IV - 341) foi um bispo dos godos.
As informações sobre Teófilo são muito escassas. Eusébio de Cesareia relata sobre ele no livro “Sobre a Vida do Beato Basileu Constantino” e Sócrates Escolástico no livro “História da Igreja”. O primeiro, sem nomeá-lo, chama-o simplesmente de Bispo da Cítia, o segundo, indicando o seu nome, chama-o de Bispo dos Godos. Teófilo de Gótia - participante do Concílio de Niceia em 325, assinou seus documentos. Simeão Metafrasto relata que Teófilo esteve no Concílio de Niceia junto com seu sucessor Úlfilas. Na lista colbertina de participantes do Concílio de Niceia, Teófilo é nomeado Teófilo Bosforitano (em latim: Theophilus Bosphoritanus), na lista do Concílio de Niceia de Jean Hardouin, Teófilo é denominado metropolita.
Não se sabe em que cidade se localizava a sé episcopal de Teófilo. Eugênio Evsigneeviche Golubinski acredita que estava localizado na Crimeia, na capital da província do Bósforo - na cidade de Panticapeu (atual Querche). Demétrio Nikanoroviche Belikov sugere que estava localizado perto do Danúbio, perto da fronteira com o Império Romano.